# Adrienne Diop

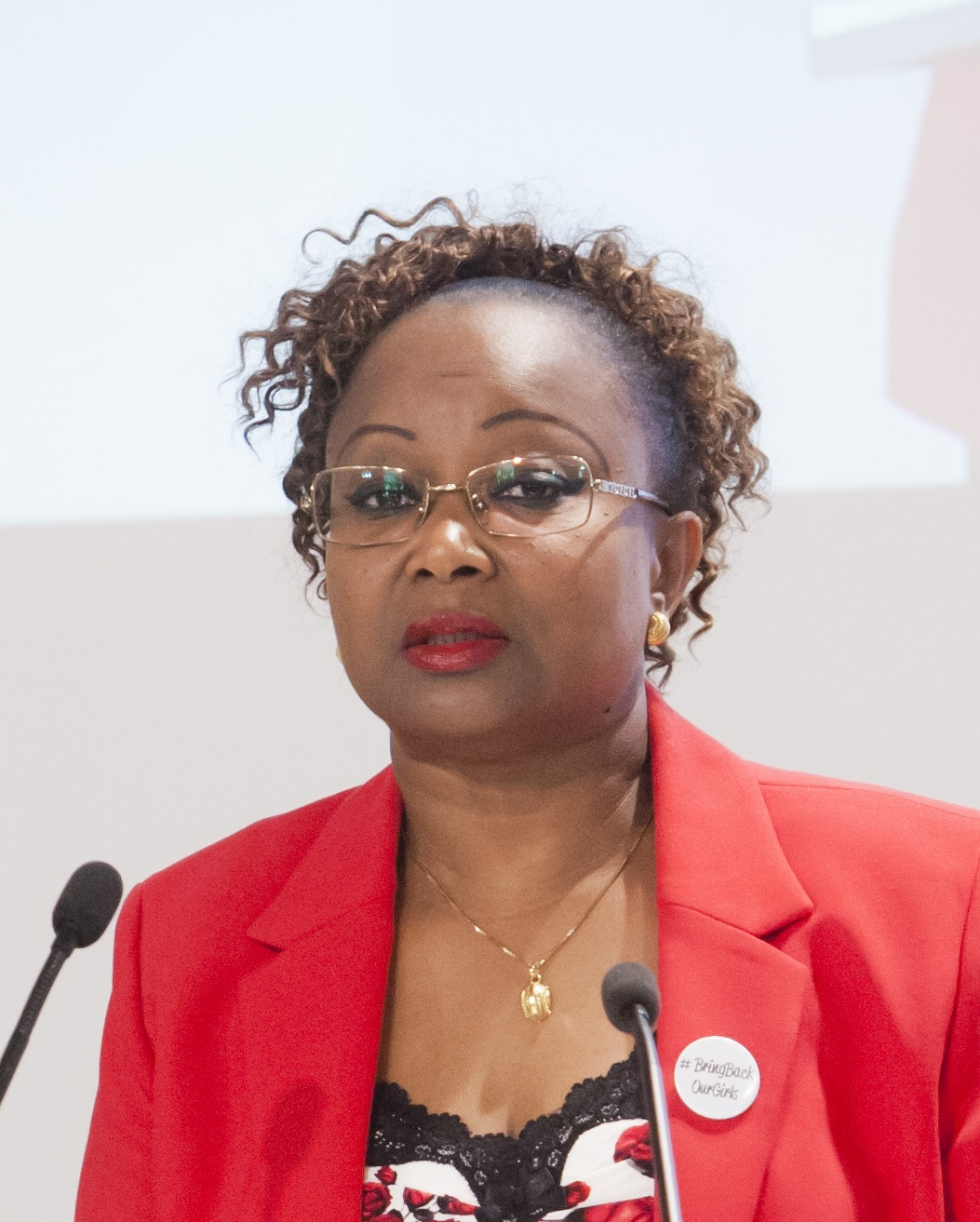
Adrienne Diop en junio de 2014 en Madrid.

Adrienne Yandé Diop (Dakar, Senegal, 24 de mayo de 1958) fue Comisaria de Asuntos Sociales y de Género de la CEDEAO (2008-2014). 
Anteriormente fue Directora de Comunicación de CEDEAO y responsable de los departamentos de Educación, Ciencia y Tecnología; de Género, Juventud, Deporte y Cultura; y de Asuntos Sociales y Humanitarios y periodista en la RTS (Radiodiffusion Télévision Sénégalaise).
Desde 2013, forma parte del Consejo Asesor de la Fundación Mujeres por África, junto a otras eminentes mujeres africanas como Ellen Johnson Sirleaf, Fatimata Dia Sow, Isatou Njie-Saidy, Luisa Dias Diogo, Charity Ngilu, Gertrude Mongella, Amany Asfour o Nouzha Skalli.

## Formación académica
Adrienne Diop estudió en la Universidad de Derecho, Economía y Ciencias Sociales París II, donde obtuvo una Licenciatura del Instituto Francés de Prensa (1988), un Diploma de Estudios Avanzados en Ciencias de la Información (1989) y un Doctorado en Ciencias de la Información (1995).
En 1981 obtuvo un Grado en Literatura Inglesa por el Richmond College de Londres.

## Experiencia profesional
Entre 1985 y 1995 trabajó como periodista en la redacción de la RTS (Radiodiffusion Télévision du Sénégal) y como responsable de producción de la revista "Zoom Sur", para luego trabajar como redactora jefa de la revista Démocratie locale (1995-1997).
En 1997 comenzó a trabajar en la CEDEAO (Comunidad Económica de Estados de África Occidental), donde ha desempeñado los cargos de Directora de Comunicación (1997-2010) y Comisaria de Asuntos Sociales y de Género (2008-2014).